# Elymnias hainana
Elymnias hainana är en fjärilsart som beskrevs av Moore 1878. Elymnias hainana ingår i släktet Elymnias och familjen praktfjärilar. Inga underarter finns listade i Catalogue of Life.